# Serrasalmus
Serrasalmus is een geslacht van straalvinnige vissen uit de familie van de echte piranha's (Serrasalmidae).

## Soorten
- Serrasalmus altispinis Merckx, Jégu & Mendes dos Santos, 2000
- Serrasalmus altuvei Ramírez, 1965
- Serrasalmus auriventris (Burmeister, 1861)
- Serrasalmus brandtii Lütken, 1875
- Serrasalmus compressus Jégu, Leao & dos Santos, 1991
- Serrasalmus eigenmanni Norman, 1929
- Serrasalmus elongatus Kner, 1858
- Serrasalmus emarginatus (Jardine, 1841)
- Serrasalmus geryi Jégu & dos Santos, 1988
- Serrasalmus gibbus Castelnau, 1855
- Serrasalmus gouldingi Fink & Machado
- Serrasalmus hastatus Fink & Machado
- Serrasalmus hollandi Eigenmann, 1915
- Serrasalmus humeralis Valenciennes in Cuvier & Valenciennes, 1850
- Serrasalmus irritans Peters, 1877
- Serrasalmus maculatus Kner, 1858
- Serrasalmus manueli (Fernández
- Serrasalmus marginatus Valenciennes, 1836
- Serrasalmus medinai Ramírez, 1965
- Serrasalmus nalseni Fernández
- Serrasalmus neveriensis Machado
- Serrasalmus nigricans Spix & Agassiz, 1829
- Serrasalmus nigricauda (Burmeister, 1861)
- Serrasalmus odyssei Hubert & Renno, 2010
- Serrasalmus rhombeus (Linnaeus, 1766)
- Serrasalmus sanchezi Géry, 1964
- Serrasalmus scotopterus (Jardine, 1841)
- Serrasalmus serrulatus (Valenciennes in Cuvier & Valenciennes, 1850)
- Serrasalmus spilopleura Kner, 1858
- Serrasalmus stagnatilis (Jardine, 1841)
- Serrasalmus undulatus (Jardine, 1841)